# Ebla
Ebla (arabul: عبيل، إيبلا) ókori nyugat-szíriai város volt – a mai Tell-Mardíh – Aleppótól délre, az i. e. 3. évezredben majd az i. e. 2. évezredben virágzó állam központja. Nyelve az akkádhoz közelálló sémi dialektus, az eblai nyelv volt.

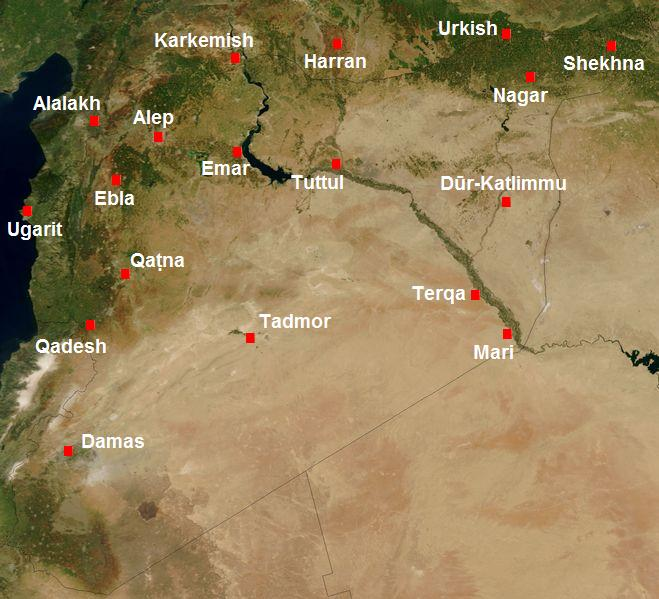
Szíria az i. e. 2. évezredben

## Története
Az i. e. 3. évezred közepén uralkodói a malikum címet viselték, akik alatt több lugal is szolgált. Például Irkab-Damu uralkodása alatt Enna-Dagan, a király hadvezére is felvette a lugal címet egy sikeres Mári elleni hadjárat után.
Az egyik legfontosabb kereskedelmi település Ebla városa volt a korai időkben. A IV. évezredben már széles körű kereskedelmi kapcsolatok bizonyíthatók, a III. évezred elejére pedig nagy kiterjedésű területeket vont közvetlen befolyása alá. 2500 körül Ibizku király irányításával Márit is elfoglalták, így közvetlen szomszédságba kerültek a Folyamközzel. Nem sokkal később azonban a messzi Lagas hódította el Márit, amivel Ebla végleg kiszorult a Középső Folyamközből. De még így is ellenőrzése alatt tartotta az Eufrátesz középső szakaszát legalább a Khábúr folyó (Ḫâbûr) torkolatáig. Ebla valamikor Sarrukín idején élte fénykorát, s az addig eltelt mintegy háromszáz esztendő alatt folyamatosan jelen volt a Khábúr vonaláig.
Ugyanakkor befolyási övezete északon messzire nyúlt – talán a Halysz folyó völgyéig, és Adana város környékéig, azaz Anatólia központi vidékeitől a mai Iskenderun-öbölig. A nagy múltú várost még Narám-Szín sem tudta igazán megrendíteni – északi területeinek nagy részét ugyan elvesztette, ám sokkal fontosabb területeken vetette meg a lábát: a Jordán völgyében egészen a Holt-tenger, és Jeruzsálem vonaláig.
A III. uri dinasztia bukása után a Márival kiújuló viszálykodás vezetett Ebla végleges hanyatlásához – Ebla korábbi területén új állam alakult, Jamhad, Kháleb (Aleppó) központtal. Jamhad Ebla hagyományait folytatta mind a Mári várossal szembeni politikájában, mind kultúrájában, de Ebla ezután még sokáig önálló maradt, mint eleven anakronizmus.

## Vallási élet

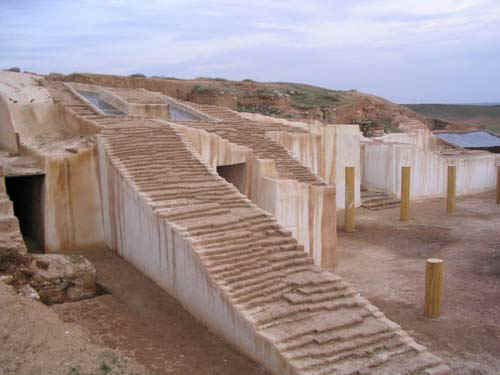
Eblai zikkurat romjai

A feltárt szövegekben előfordultak sumer-akkád istenek is, de olyanok is, mint Baál, Lim, Raszap és Él, akik később Eblától nyugatra is ismertek voltak.

## Régészeti feltárás

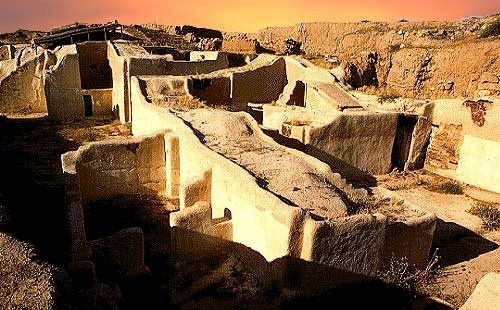
Az eblai királyi palota

A város feltárása 1963-ban olasz kezdeményezésre kezdődött. Paolo Matthiae ókorművészetre szakosodott régész választotta ki a következő ásatás helyszínéül Tell Mardíh dombját, ahol erre a nagyon fontos városra rábukkantak.
Királyi palotájában 1977-ig 14 500 ékírásos táblát találtak, amelyek eblai nyelven sumer ékírásos jelekkel írtak. A táblákat élére állítva a mai könyvtárakéhoz hasonló polcrendszeren tárolták. Háromnegyedük adminisztratív szövegeket tartalmazott, de voltak közöttük sumer és eblai nyelven írt irodalmi művek is. Az egyik irat szerint Ibbí-zikirnek 80 000 juha volt, és minden évben 5 kg aranyat, valamint 500 kg ezüstöt kapott. Egy alabástrom edényfedőn megtalálták I. Pepi egyiptomi fáraó kartusát, ami segít az eblai civilizáció datálásában.
A palotában egy a kisihez hasonló mészkőberakást találtak, amelyen emberfejű bikákkal és oroszlánfejű sasokkal váltakozó, fegyvereket vivő, foglyokat kísérő, kivégző és levágott fejüket vivő katonák láthatók. A palotában a távolsági kereskedelmi kapcsolatokra utaló 20 kg lazúrkövet is találtak. A citadella egy 55 hektárt meghaladó város közepén foglalt helyet, a külső városfal 15 méter magas.

## Ismert uralkodóik
Ezek az uralkodók az i.e. III. évezred folyamán éltek, de a hiányos korrelálási lehetőség és a hézagos ismeretek miatt pontos időbeli elhelyezésük nem lehetséges.
| Név                         | Idő                 | Megjegyzés                                |
| --------------------------- | ------------------- | ----------------------------------------- |
| Ibizku                      |                     |                                           |
| Ibbitlím                    |                     |                                           |
| Igris-Halam                 | kb. i. e. 2300-2400 |                                           |
| Irkab-Damu                  |                     | egykorú Iblul-Il, Mári uralkodójával      |
| Ar-Ennum vagy Resi-Ennum    |                     |                                           |
| Ebrum vagy Ibrium           |                     | szerződés Asszíriával                     |
| Ibbi-Szipis vagy Ibbi-Zikir |                     | Ebrum fia                                 |
| Dubuhu-Ada                  |                     | Narám-Szín vagy Sarrukín lerombolja Eblát |